# Developer Transition Kit (2020)
Developer Transition Kit (Переходный комплект разработчика) — прототип компьютера Macintosh на базе ARM, который Apple анонсировала как первый шаг в переходе с использования процессоров Intel архитектуры x64 на процессоры Apple Silicon.

## Характеристики
На WWDC 2020 Apple анонсировала некоммерческий прототип компьютера под названием «Developer Transition Kit» (DTK). Он предназначен для помощи разработчикам программного обеспечения при переходе платформы Macintosh на архитектуру ARM. Неформально описанный как «iPad в корпусе Mac mini», DTK имеет номер модели A2330 и указывается как «Apple Development Platform». Он состоит из процессора A12Z, 16 ГБ ОЗУ, 512 ГБ твердотельной памяти и различных портов ввода / вывода (USB-C, USB-A, HDMI 2.0 и Gigabit Ethernet) в корпусе Mac mini. Есть поддержка беспроводной связи на основе Wi-Fi 5 (802.11ac) и Bluetooth 5.0, а поддержки Thunderbolt 3, встроенного в каждый Mac, продаваемый по состоянию на июнь 2020 года, нет (хотя Apple подтвердила, что Mac с Apple silicon будет включать поддержку Thunderbolt). Он поставляется с предустановленными бета-версиями MacOS 11 Big Sur и Xcode 12.

## Производительность
Старший вице-президент Apple по разработке программного обеспечения Крейг Федериги в интервью после анонса DTK высоко оценил производительность DTK и подтвердил, что от будущих коммерческих продуктов на основе Apple Silicon, специально разработанных для платформы Macintosh можно будет ожидать высочайшей производительности: «Даже этот компьютер — DTK, который работает на существующем чипе из iPad, который мы не собираемся использовать в Mac в будущем — он нужен только для перехода — Mac прекрасно работает на этом процессоре. Это не та вещь, по которой можно судить о будущих компьютерах Mac […], но это дает вам представление о том, что может сделать наша команда разработки чипов, когда они даже не пытаются — а они будут пытаться».

## Условия использования
DTK доступен разработчикам исключительно для временного пользования, и не продаётся, и поэтому должен быть возвращен Apple после завершения перехода на ARM. Также есть несколько условий использования, включая ограничения на разборку компьютера, проведение несанкционированного бенчмаркинга или использование его для чего-то кроме разработки программного обеспечения, связанного с переходом.

## Стоимость
DTK предоставляется некоторым разработчикам программного обеспечения в рамках программы перехода для разработчиков, общая стоимость которой составляет 500 долларов США. Ютуб-блогер Дейв Ли заметил, что, возможно, из-за более низкой стоимости компонентов Apple, эта цена очень выгодно отличается как от DTK 2005 года (стоимость аренды которого составляла 999 долларов США), так и с нынешним Mac mini с примерно схожими характеристиками.

## Предшественники в прошлом
Во время перехода Apple в 2005—2006 годах с процессоров PowerPC на процессоры Intel компания анонсировала и предоставила аналогичный прототип компьютера Macintosh для разработчиков. Этот компьютер, также называемый «Developer Transition Kit», указывался как «Apple Development Platform» (ADP2,1) и включал процессор Intel Pentium 4 частотой 3,6 ГГц, 1 ГБ оперативной памяти DDR2, жесткий диск SATA объёмом 160 ГБ и оптический дисковод в корпусе Power Mac G5 со слегка измененной системой охлаждения. Возможности подключения включали USB 2.0, FireWire 400 и Gigabit Ethernet. Программное обеспечение состояло из Xcode 2.1 и версии Mac OS X 10.4.1, которая работала на архитектуре Intel x86.
DTK 2005 года был также доступен для разработчиков программного обеспечения на условиях временного использования, и Apple потребовала, чтобы разработчики вернули прототипы компьютеров компании в течение недели с 31 декабря 2006 года. Во время WWDC 2005 тогдашний генеральный директор Стив Джобс подчеркнул некоммерческий характер прототипа оборудования: «Это только платформа для разработки. Это не товар; это никогда не будет продаваться как товар. Это для вас, ребята, просто чтобы начать разработку. Вы действительно должны вернуть их к концу 2006 года. Мы не хотим, чтобы они оставались там. Это не товары».